# Sonnenofen von Odeillo

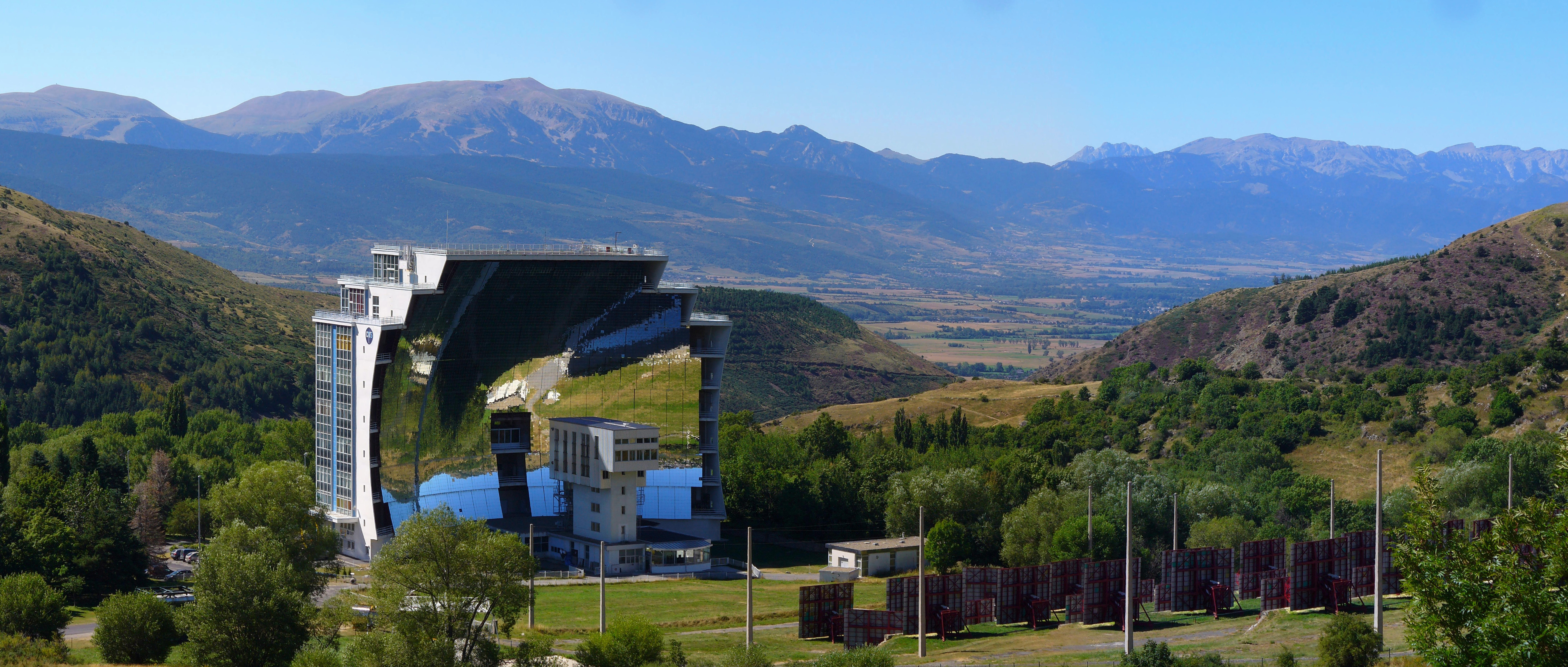
Sonnenofen von Odeillo (Bild: 2010)

Der Sonnenofen von Odeillo (französisch Four solaire d’Odeillo, auch Four solaire de 1 mégawatt oder englisch megawatt solar furnace, MWSF) ist ein Solarschmelzofen in der Gemeinde Font-Romeu-Odeillo-Via im Département Pyrénées-Orientales im französischen Teil Nordkataloniens.
Er ist der größte Solarschmelzofen Europas und einer der beiden größten der Welt. Er besteht im Wesentlichen aus 63 Heliostaten – drehbaren Planspiegeln –, die Sonnenlicht einer Leistung von bis zu etwa 1 Megawatt auf einen 40 m hohen und 54 m breiten, ortsfesten Parabolspiegel, den sogenannten  Konzentrator, lenken, der es in einen Brennfleck von etwa 80 cm Durchmesser bündelt, wobei Temperaturen von über 3000 °C erreicht werden. Die Anlage wurde in den 1960er Jahren errichtet, seither mehrmals modernisiert und ist mit Stand 2025 weiterhin in Betrieb. Sie dient der Durchführung wissenschaftlich-technischer Versuche vor allem in den Bereichen der Materialwissenschaft und der Forschung zur Nutzung der Sonnenenergie. Erbauer und Betreiber ist die staatliche französische Forschungseinrichtung CNRS. Seit 2009 stehen wesentliche Teile unter Denkmalschutz.

## Lage
Der Sonnenofen befindet sich an einem Südhang unmittelbar südwestlich der Ortschaft Odeillo auf einer Höhe zwischen 1530 und 1570 Meter über dem Meer. Die Spiegelfläche des Konzentrators zeigt nach Norden. Ihr gegenüber sind auf einem ansteigenden Gelände von etwa 220 m Nord-Süd-Ausdehnung und etwa 60 m Ost-West-Ausdehnung die Heliostaten positioniert. Die gesamte Anlage nimmt eine Fläche von etwa vier Hektar ein. Sie beherbergt neben dem MWSF auch noch elf deutlich kleinere Solarschmelzöfen (Leistung jeweils 1,5 bis 6 kW) und ein Solar-Kleinstkraftwerk.

## Prinzip und technische Konstruktionsdaten

Schematische Darstellung der wesentlichen Elemente, Dimensionen und Funktionsweise: im Konzentratorbau (links, blau) befinden sich kleinere Solaröfen (ganz links), seine Nordfassade bildet der Parabolspiegel des Megawatt-Solarofens. Er bündelt die von den Heliostaten (rechts, rot) reflektierten Sonnenstrahlen im Brennfleck, der sich im Ofenturm (Mitte, grau) befindet.

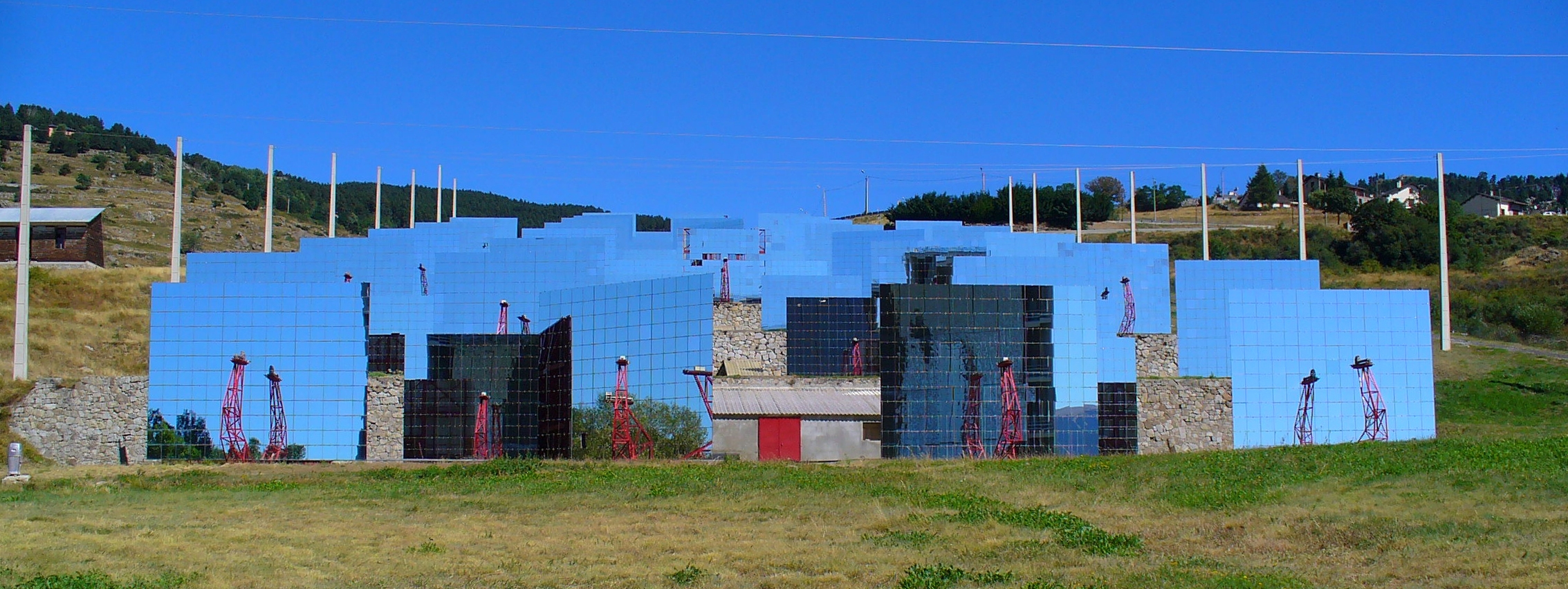
Blick von Süden auf das Heliostatenfeld (Bild: 2008)

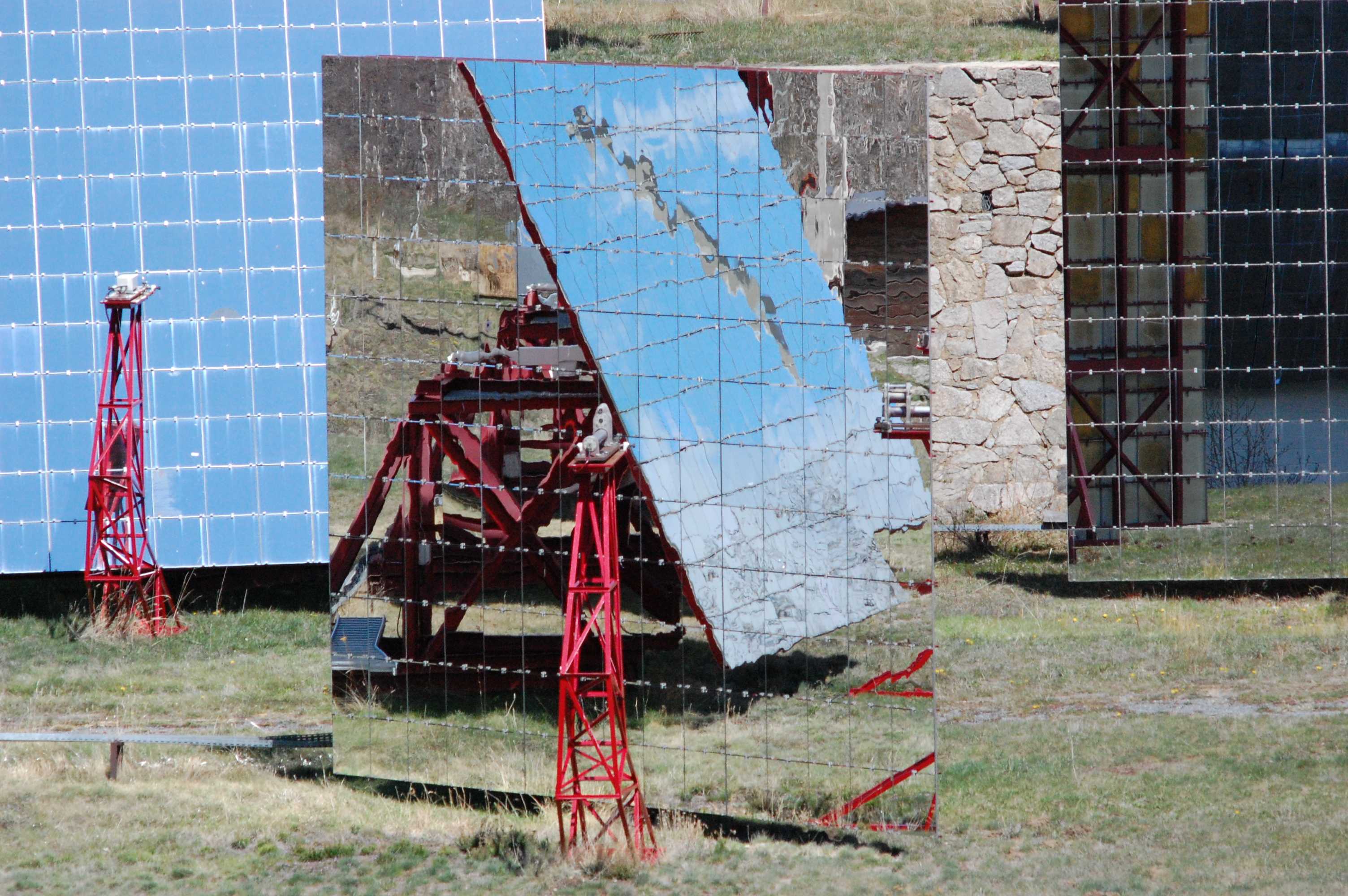
Detailaufnahme eines einzelnen Heliostaten (2005)

Die Heliostaten lenken die auf sie treffenden Sonnenstrahlen so um, dass bei im Betrieb befindlichen Ofen die reflektierten Strahlen nach Süden sowie horizontal ausgerichtet sind und so den Konzentrator an der jeweils vorgesehenen Stelle treffen. Zudem müssen die Heliostaten zu jeder Zeit sicher und zuverlässig in eine deaktivierte Stellung gefahren werden können. Diese muss insbesondere so gewählt sein, dass der ausgehende Strahl nicht auf den Parabolspiegel des Konzentrators fällt und dass zur Vermeidung von Bränden nicht die Strahlen zu vieler Heliostaten aufeinandertreffen. Die 63 Heliostaten sind auf acht Terrassen auf dem nach Norden ansteigenden Hang installiert. Der Höhenunterschied zwischen benachbarten Terrassen beträgt 5,5 m. Jeder Heliostat ist ein Planspiegel und ist aus 180 quadratischen Segmenten mit jeweils 500 mm Seitenlänge zusammengesetzt, die in einem Rechteck von 7,5 m Breite und 6 m Höhe angeordnet sind. Die Spiegelfläche jedes Heliostaten beträgt somit 45 m2. Der Abstand der Heliostaten zum Konzentrator variiert zwischen 104 und 314 m. Jeder Heliostat kann um zwei Achsen gedreht werden, und zwar um die Vertikale zur Verstellung des Azimutwinkels in einem Bereich von ±45° sowie um die horizontale Achse zur Verstellung des Höhenwinkels von 0° bis 40°.

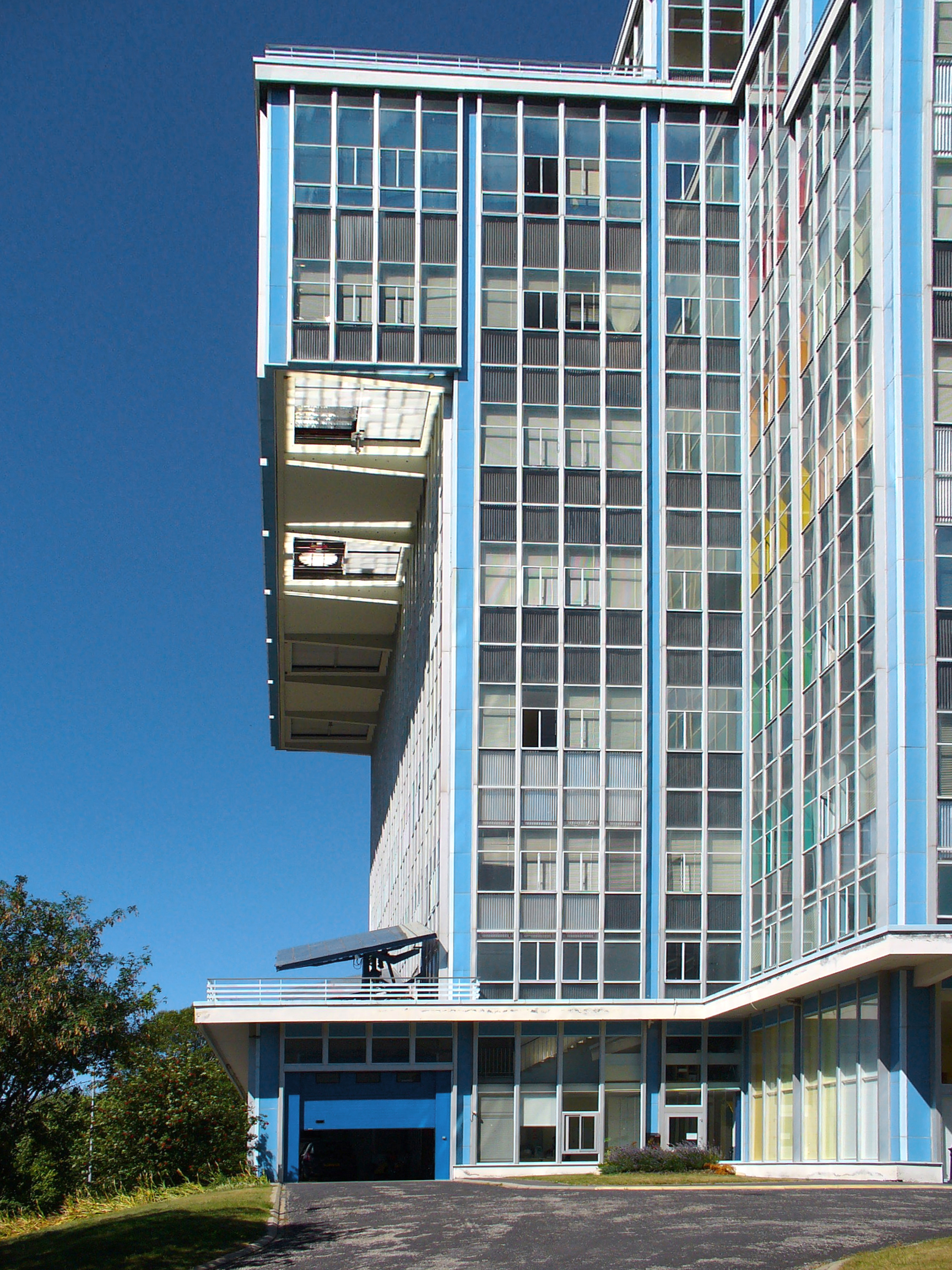
Südseite des Konzentratorbaus mit kleineren Sonnenöfen (Blick von Osten; Bild von 2010)

Der Konzentrator ist ein 40 m hoher und 54 m breiter Parabolspiegel mit einer Fläche von 1830 m2, der die von den Heliostaten kommenden Strahlen reflektiert und in einen Brennfleck konzentriert. Er bildet die Nordfassade eines achtstöckigen Gebäudes, in dem Büroräume, eine Bibliothek, Seminarräume, eine Werkstatt und andere Funktionsräume sowie, im sechsten Stockwerk, neun der elf weiteren, kleineren Solarschmelzöfen der Anlage untergebracht sind. Der Konzentrator besteht aus 9500 Segmenten. Jedes der nach Herstellung zunächst ebenen Glassegmente wird durch mechanische Spannung in der gewünschten, leicht gekrümmten Form gehalten, um einen möglichst kleinen Brennfleck erzielen zu können. Dies ermöglicht eine erheblich größere maximale Leistungsdichte im Brennfleck, als sie aus flachen Segmenten gewonnen werden könnte. Die Brennweite des Parabolspiegels beträgt 18 m. Seine optische Achse verläuft 13 m über dem Boden.
Ein turmartiger Bau zwischen Konzentrator und Heliostaten, der auch den Ort des Brennflecks beinhaltet, beherbergt die Experimentierstationen – im vierten und fünften Stockwerk – sowie den Kontrollraum der Anlage, Laborräume zur Vorbereitung und Lagerplatz.

## Geschichte und technische Entwicklung

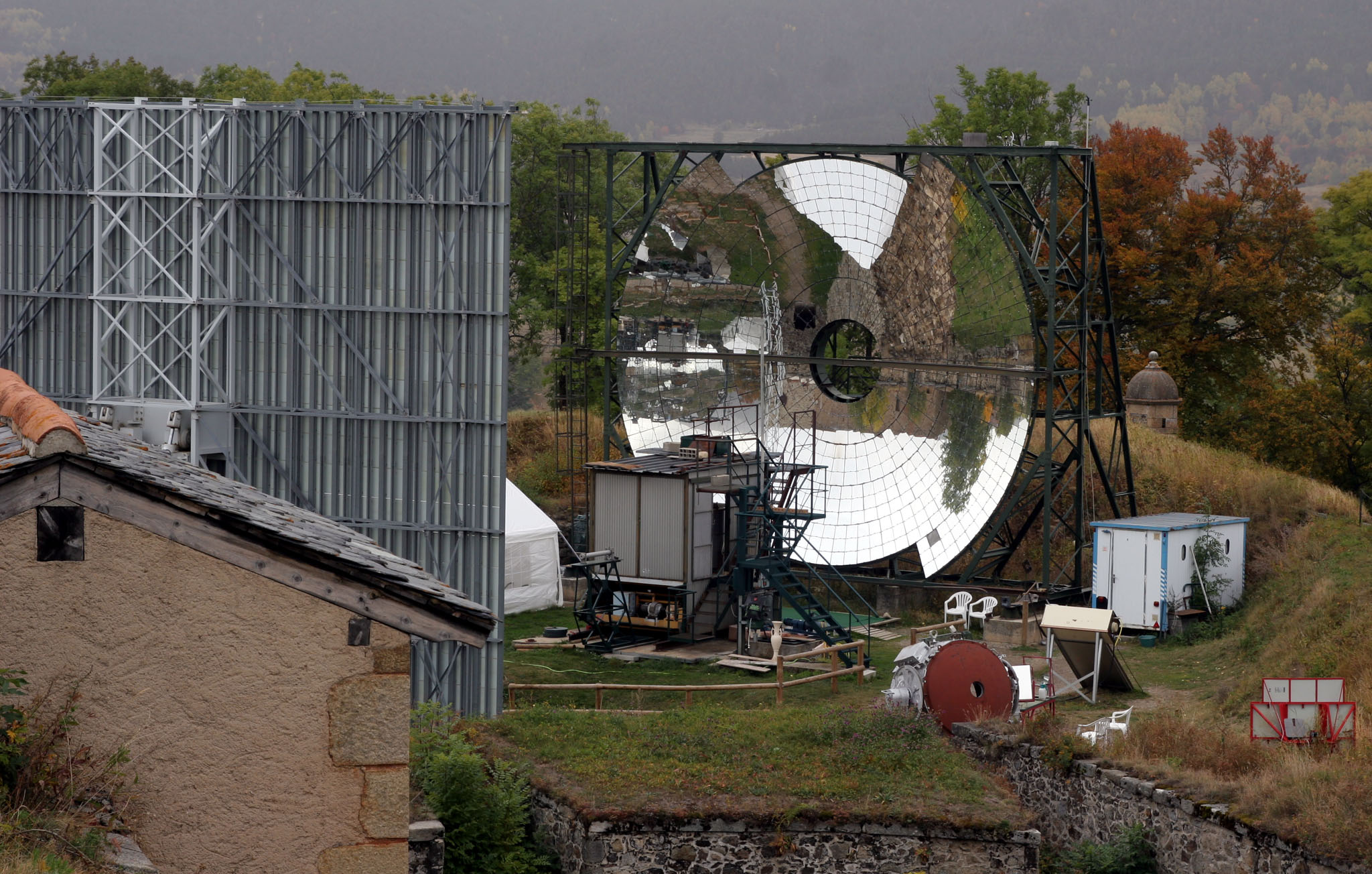
Vorläufer: der 50-kW-Sonnenofen von Mont-Louis (Bild von 2008)

Schon in den 1940er Jahren erforschten der Chemiker Félix Trombe und seine Mitarbeiter Marc Foex und Charlotte Henry La Blanchetais in einem Labor des CNRS in Meudon bei Paris Möglichkeiten verschmutzungsfreier Erzeugung sehr hoher Temperaturen durch Solaröfen. Ihre Arbeiten führten dazu, dass 1952 in Mont-Louis im Département Pyrénées-Orientales ein Ofen mit einer Leistung von 50 kW gebaut wurde. Er gestattete es, Erfahrung mit möglichst einfachen Techniken zur Nutzung fokussierter Sonnenstrahlung zu sammeln.
Der Sonnenofen im nur wenige Kilometer westlich von Mont-Louis gelegenen Odeillo baute auf diesen Erfahrungen auf. Trombe schlug das Projekt 1958 vor. Der Bau begann 1962 und war 1968 abgeschlossen (nach anderen Angaben dauerte die Bauzeit von Oktober 1961 bis 1969). Architekt des Konzentratorgebäudes war Henri Vicariot, der auch den Flughafen Paris-Orly gebaut hatte. Die Justierung der Krümmungen der Konzentrator-Segmente dauerte bis zum Herbst 1970.
Die Vorrichtung zur automatischen Nachführung der Heliostaten war zunächst ein Regelkreis (Closed-Loop Control) mit hydraulischen Stellvorrichtungen. Das Hydrauliköl wurde von einer zentralen Pumpstation über bis zu 400 m lange Rohrleitungen zu den Heliostaten geführt. Das Rückkopplungssignal für die Regelung stammte von einem optoelektronischen Messsystem an jedem Heliostaten, das die Richtung des reflektierten Strahls zu bestimmen gestattete. Es war auf einem 2,8 m hohen Gestell vor dem Heliostaten befestigt und bestand aus zwei Messröhren mit unterschiedlicher Länge und Sensibilität. Der vom Heliostat reflektierte Strahl durchlief jede der beiden Röhren und wurde am Ausgang der Röhre von einem Sensor mit vier Quadranten erfasst. Bei perfekt zentriertem Strahl waren die Spannungssignale jedes Quadranten identisch; Spannungsunterschiede wurden zur Steuerung der Hydraulikventile und somit zur Korrektur der Strahlrichtung benutzt.
Dieses System war sehr genau, hatte aber auch wesentliche Unzulänglichkeiten. Erstens musste die anfängliche Grobjustierung der Heliostaten, zum Beispiel jeden Morgen sowie nach Phasen bedeckten Himmels, durch einen menschlichen Operator durchgeführt werden. Zweitens kam es zu unerwünschten Resonanzen in der Regelung, etwa nach dem Durchzug kleiner Wolken. Zum Dritten wurde mit der Zeit der Wartungsaufwand für das Hydrauliksystem, insbesondere zur Reparatur von Lecks, zum Problem.
Eine erste, 1992 bewilligte Modernisierungskampagne beinhaltete daher neben einer neuen Versilberung des Parabolspiegels einen vollständigen Ersatz des Nachführungssystems. An die Stelle eines hydraulisch betriebenen Regelkreises mit optoelektronischem Korrektursignal trat nun eine Steuerung ohne Rückkopplung (Open-Loop Control), in der ein Computer die Position der Sonne am Himmel berechnete und dann jeden Spiegel entsprechend ausrichtete. An die Stelle der Hydraulikzylinder als Aktuatoren traten Kugelgewindetriebe mit Schrittmotoren. Ihre Steuereinheiten und Leistungsstufen waren zentral untergebracht; elektrische Leistung und Steuersignale wurden über Kupferkabel an die Heliostaten übertragen. In die Modernisierungsaktionen flossen technische Erkenntnisse aus der Konstruktion und dem Betrieb des Solarturmkraftwerks Thémis im nur vier Kilometer westlich gelegenen Targasonne ein.
Ein wesentlicher Vorteil dieses Systems bestand darin, dass es nun möglich wurde, die Richtung der reflektierten Strahlen kontrolliert von der zentrierten Position abweichen zu lassen und so die Ortsverteilung der Leistung im Brennfleck den Erfordernissen des jeweiligen Experiments anzupassen.
Bis 2014 wurde dieses System fortentwickelt, etwa bezüglich der Genauigkeit der Bewegungskorrekturen und der Berechnung der Ephemeriden. Die Kupferkabel für die Steuersignale wurden durch Glasfaserkabel ersetzt. Überdies wurde ab etwa dem Jahr 2000 für einige der Heliostaten wieder ein Messsignal als Rückkopplung eingesetzt und damit wieder ein Closed-Loop-Betrieb ermöglicht. An die Stelle der ursprünglichen Messröhren traten dabei digitale Bildsensoren, deren Daten über ein Ethernet-Kabelnetz zu einem zentralen Rechner übertragen wurden.
In einem zweiten Modernisierungsprogramm, dessen Finanzierung 2011 bewilligt wurde, wurden die Schrittmotoren durch bürstenlose Gleichstrommotoren ersetzt, und die Leistungsstufen und Steuereinheiten der Motoren wurden lokal an jedem Heliostaten installiert. Das Kommunikationsnetzwerk und die Steuersoftware wurden ebenfalls grundlegend modernisiert. Alle Heliostaten können nun entweder im Open-Loop- oder im Closed-Loop-Modus betrieben werden. Das neue System wurde ab 2015 in Betrieb genommen. Auch bei der Entwicklung dieser dritten Generation des Systems wurden Erfahrungen aus der technischen Fortentwicklung der Thémis-Anlage genutzt.

## Leistungsdaten
Nach Betreiberangaben von 2025 fokussiert der Solarschmelzofen die Sonnenstrahlung in einen Brennfleck von etwa 80 cm Durchmesser mit einer maximalen Leistungsdichte im Zentrum von etwa 10 MW/m2. Kurz nach der Inbetriebnahme und der erfolgten Justierung der Segmente des Konzentrators Anfang der 1970er Jahre erreichte die Anlage eine maximale Leistungsdichte von etwa 16 MW/m2 im Zentrum des Brennflecks (und damit etwa 16.000-mal mehr als die Leistungsdichte unfokussierter Sonnenstrahlung an der Erdoberfläche). Diese Leistungsdichte entsprach Schwarzkörperstrahlung einer Gleichgewichtstemperatur von etwa 3800 Kelvin. Das Leistungsprofil des annähernd kreisförmigen Brennflecks hatte zu dieser Zeit eine Halbwertsbreite von etwa 20 cm. Gesamtleistungen im Brennfleck von über 1 MW bei einfallender Leistungsdichte der unfokussierten Sonnenstrahlung von mehr als 1 kW/m2 wurden erreicht. Bis zum Jahr 2014 hatte sich die maximal erreichbare Leistungsdichte von ursprünglich 16 auf etwa 9,5 MW/m2 verringert, unter anderem aufgrund langfristiger Formveränderungen der Spiegeloberflächen unter dem Einfluss der täglichen Veränderungen der Umgebungstemperatur. Verbesserte Kalibrierungs- und Nachführungsmöglichkeiten gestatteten es anschließend bis 2016, diesen Wert wieder um 29 % zu erhöhen.

## Betreiber
Der Solarschmelzofen Odeillo wird vom Forschungslabor PROMES (Procédés Matériaux et Energie Solaire, deutsch „Verfahren [für] Materialien und Sonnenenergie“), einer Abteilung der staatlichen Forschungsorganisation CNRS, betrieben. Bei PROMES arbeiten etwa 150 Personen, die vom CNRS und der Universität Perpignan beschäftigt sind. Das Labor ist auch für das Forschungsprogramm an der nahe gelegenen Anlage Thémis verantwortlich und hat einen weiteren Standort in Perpignan.

## Anwendungen, Bedeutung, internationale Einordnung
Der Sonnenofen wird für Experimente zur Materialsynthese, der Solarchemie, der chemischen Speicherung von Sonnenenergie, dem Verhalten von Werkstoffen unter extremen Bedingungen und der Grundlagenphysik eingesetzt.
Bei seiner Inbetriebnahme Ende der 1960er Jahre war der MWSF der größte Solarschmelzofen der Welt. Seit den 1980er Jahren gibt es mit dem von der Sowjetunion errichteten Sonnenofen von Parkent in Usbekistan eine weitere, vergleichbare Anlage. Sie ist in Konzept und Dimensionierung dem Ofen von Odeillo sehr ähnlich und hat ebenfalls eine Leistung von 1 MW.
In die ersten Jahre des Betriebs des MWSF fiel die Ölkrise von 1973. In ihrer Folge verlagerte sich der Schwerpunkt des Forschungsprogramms des Solarofens von der Untersuchung thermophysikalischer Werkstoffeigenschaften unter extremen Temperaturen zu Versuchen an „solaren Brennkammern“ für Solarturmkraftwerke. Das Heliostatenfeld des MWSF war zu dieser Zeit das einzige weltweit. Ab 1976 wurden auch Versuche zur Erzeugung von Energieträgern wie Wasserstoff sowie zur chemischen Energiespeicherung durchgeführt.
Ab etwa 1984 verlagerten sich die Aktivitäten zunächst zurück zu dem ursprünglichen Nutzungsgebiet der Materialwissenschaften. Insbesondere wurden Anwendungen für die Raumfahrt in dieser Zeit vorangetrieben. Erst Anfang des 21. Jahrhunderts wurde die Forschung im Bereich der Nutzung der Sonnenenergie zu Zwecken der Energiewirtschaft am MWSF wieder deutlich intensiver, nachdem das Bewusstsein für die globale Erwärmung stärker geworden war und etwa das Kyoto-Protokoll in Kraft getreten war. In diesem Kontext wurden neue Forschungsprogramme gestartet, auch auf europäischer Ebene, und der Zugang zum MWSF für Forscher aus dem europäischen Ausland ermöglicht.
Seit 2009 haben Fassaden und Dächer des Konzentratorgebäudes und des Ofenturms sowie das Heliostatenfeld als Monument historique den Status eines Kulturdenkmals.